# Parentinhac
Parentinhac (francès Parentignat) és un municipi francès situat al departament del Puèi Domat i a la regió d'Alvèrnia-Roine-Alps. L'any 2007 tenia 492 habitants. Es troba a l'aiguabarreig de l'Eau Mère amb l'Alier

## Demografia
El 2007 Parentinhac tenia 492 habitants que vivien en 194 famílies. Hi havia 229 habitatges, 195 eren l'habitatge principal, sis segones residències i 27 estaven desocupats.

## Economia
El 2007 la població en edat de treballar era de 321 persones de les quals 240 eren actives.

Hi havia vuit establiments de servei als particulars el 2009: una oficina de correu, tres paletes, dos guixaires pintors, una lampisteria, una fleca i una agència immobiliària. L'any 2000 hi havia deu explotacions agrícoles que conreaven un total de 141 hectàrees.
Té una escola elemental integrada dins d'un grup escolar amb les comunes properes.